# Титомир, Богдан Петрович
Богда́н Петро́вич Титоми́р (род. 16 марта 1967, Ростов-на-Дону, СССР) — советский и российский рэп-исполнитель, певец, диджей, композитор, телеведущий, танцор, музыкальный продюсер, шоумен и актёр. Бывший участник дуэта «Кар-Мэн».
В 1989 году Титомир начал карьеру музыканта, делая аранжировки для группы «Ласковый май», затем играл на ударных у Дмитрия Маликова, а после работал на подтанцовке у певца Владимира Мальцева. В октябре 1989 года вместе с Сергеем Лемохом создал экзотик-поп-дуэт «Кар-Мэн», ставший известным за счёт хитов «Париж, Париж», «Лондон, гуд-бай!» и «Чио-Чио-сан». Весной 1991 года, покинув дуэт, Титомир занялся сольной карьерой. Заключив с продюсером Сергеем Лисовским контракт на два года, создал проект «High Energy» и выпустил два альбома: «Высокая энергия» (1992) и «Высокая энергия II» (1993). Визитной карточкой артиста стала рэп-композиция «Делай как я» (1991), которая в то время воспринималась как «гимн поколения». В 1995 году выпустил третий альбом «Самая большая любовь». В 1996 году на три года уехал в США.
В 1999 году занялся диджеингом, выступая в клубах под псевдонимом «DJ Бо». В 2006 году выпустил альбом «Свобода» с заглавной песней «Жизнь так коротка». В 2008 году стал соведущим передачи «Звезда стриптиза» на телеканале «MTV Россия». В 2010 году выпустил двойной альбом «Нежный и грубый», а в 2011 году — альбом «Очень важный перец». В 2012 году стал ведущим на телеканале «Перец». В 2013 году принял участие в телепроекте «Остров» на «НТВ». В 2020 году стал победителем телепроекта «Суперстар! Возвращение» («НТВ»). В 2021 году вернулся к музыке, выпустив альбом «RMX». В 2022 году издал альбом «55», приуроченный к 55-летию артиста, а также выпустил космическую версию альбома и новый релиз «Дэн’с’Бо». Помимо этого, снялся в эпизодах в фильмах «Старые песни о главном-1» (1996), «Новейшие приключения Буратино» (1997), «ПираМММида» (2011) и «Зайцев+1» (2012).
По мнению читателей газеты «Московский комсомолец», дуэт «Кар-Мэн» стал «Лучшей группой 1990 года», а их магнитоальбом «Вокруг света» был выбран «Лучшей фонограммой года». Титомир занял второе место в списке «Лучших певцов 1991 года» и третье место в списке «Лучших певцов 1992 года». Является автором крылатой фразы «Пипл хавает» (1993). Упоминался в различных СМИ как «первый хип-хоп-исполнитель», «родоначальник российского хип-хопа», «родоначальник отечественного рэпа» и «основатель рейв-культуры в России». Является лауреатом премии Night Life Awards «За вклад в клубное движение» (2001) и премии «Движение-2005» «За вклад в развитие танцевальной музыки» (2005). Неоднократный обладатель премии «Серебряная калоша».

## Биография

### Ранние годы
Богдан Титомир родился 16 марта 1967 года в семье инженеров Петра Ивановича Титомира и Людмилы Павловны Титомир (девичья фамилия — Бондаренко). Бабушка и дедушка по линии отца жили в Одессе (дед погиб в войну), а по линии матери — в Ростове-на-Дону. Спустя много лет на семейном совете мать сообщила Богдану, что он родился у бабушки под Ростовом. Мать училась на экономиста-программиста, а отец — на инженера строителя. После окончания образования семья отправилась в Северодонецк по распределению, в дальнейшем дважды сменив место жительства: сначала был Киев, а затем город Сумы.
В Сумах родители работали инженерами на заводе им. Фрунзе. Семья жила в пятиэтажном доме во дворе школы № 18, в которой учился Титомир. Мальчик начал заниматься музыкой с пяти лет, два года обучался игре на фортепиано на дому с репетитором — преподавателем консерватории Ниной Геннадьевной Кругловой. Помимо общеобразовательной школы посещал две музыкальные школы. Окончил семилетнюю музыкальную школу по классу фортепиано с отличием и красным дипломом, в то же время окончил пятилетнюю музыкальную школу по классу классической гитары, куда его экстерном взяли сразу в третий класс благодаря занятиям с репетитором. По словам классной руководительницы Титомира, ни один школьный концерт не проходил без его участия. В седьмом классе написал сценарий для команды КВН «Карапузики», стал её капитаном и привёл к победе. Вскоре из-за тяги отца к спиртному родители развелись и разъехались, когда сын учился в седьмом классе. Богдан остался с мамой. В восьмом классе из-за неприятного инцидента родители перевели его в школу № 7, где он окончил девятый и десятый класс. В школе с первого класса занимался плаванием, и к московской Олимпиаде стал кандидатом в мастера спорта по плаванию. Также занимался в школе дзюдо, к окончанию института культуры подошёл кандидатом в мастера спорта.
Летом 1984 года после окончания школы поступил в Киевский институт культуры, но, передумав, забрал документы и переехал из Киева в Москву, где встретил знакомых джазовых музыкантов из «Гнесинки» и стал студентом гнесинского училища. Проучившись меньше года, попал в армию весной 1985 года. Проходил службу на автомобильной базе Генштаба в Тушине. За два года дослужился до звания старшины. В июне 1987 года сразу после армии поступил без экзаменов в Московский государственный институт культуры на факультет режиссуры культурно-массовых мероприятий и театрализованных представлений. В 1988 году в рамках программы студенческого обмена посетил Нью-Йорк, где и познакомился с хип-хопом. В 1994 году, окончив бакалавриат МГИКа, получил квалификацию режиссёра массовых представлений, а также звание лейтенанта.

### Творчество

#### Кар-Мэн
В 1989 году, будучи студентом режиссёрского отделения МГИКа, Богдан Титомир начал зарабатывать деньги в студии «Рекорд», делая аранжировки для группы «Ласковый май» по заказу Андрея Разина. Затем в качестве сессионного музыканта играл на ударных у певца Дмитрия Маликова, где на клавишных играл Сергей Огурцов (Лемо́х). Но знакомство Титомира с Лемохом произошло в студии группы «Дюна» в Долгопрудном: Титомир приехал на студию в качестве аранжировщика, чтобы помочь композитору Лемоху с написанием песни «Париж, Париж» для певца Владимира Мальцева, директора центра «Союз». Обоих музыкантов пригласил на студию их будущий директор, Константин Гончарук, который в то время занимался подбором музыкального состава для группы Мальцева, и в итоге принял их в группу на подтанцовку как бас-гитариста и клавишника. Помимо них в группу Мальцева были приняты гитаристы Андрей Грозный и Андрей Шлыков, которые ранее работали с Лемохом в рок-группе «Кармен» с начала 1989 года, выступая на разогреве у Дмитрия Маликова.
В сентябре 1989 года во время возвращения со съёмок первого выпуска программы «50/50» в скором поезде «Москва — Витебск» Титомир и Лемох решили объединиться в дуэт и играть музыку в стиле «экзотик-поп» (по сути играли зарубежный электропоп), в основе которого использовали элементы народной музыки различных стран. Название «Кармен» дуэт позаимствовал у распавшейся на тот момент команды московской рок-лаборатории, вложив в него другой смысл и написание: «Кар-Мэн». На американском сленге «Car-Man» является термином, которым называют друг друга водители-дальнобойщики, однако сами музыканты называли себя «путешественниками». Музыку Лемох и Титомир писали вместе, а тексты сочинял Лемох. Первой песней, записанной дуэтом, стала «Париж, Париж», основной вокал в которой исполнил Титомир. Образовавшись в октябре 1989 года, дуэт сразу же начал штурмовать вершины популярности: в ноябре стал лауреатом конкурса «Мужчина года» (исполнив песни «Man of the year» и «Ночь с тобой»), затем выступил с песней «Чио-Чио-сан» на концерте «Магия звёзд» в «Лужниках». Осенью во время выступления в одном из кафе на двух парней обратил внимание продюсер Аркадий Укупник. Узнав, что артисты сами пишут слова и создают «музыку, основанную на октавном басе», Укупник пригласил их записываться на свою студию «Гала».
1 января 1990 года экзотик-поп-дуэт «Кар-Мэн» заключил трёхгодичный контракт со студией «Гала» и приступил к записи дебютного альбома. Музыку для альбома участники придумали совместно, а аранжировку и тексты написал Лемох. По словам участника группы «Технология», Романа Рябцева, при создании музыки Лемох использовал два цифровых синтезатора Korg M1 одновременно, что позволяло ему делать аранжировки более насыщенными по звуку. В марте дуэт выпустил магнитоальбом «Вокруг света» — концептуальный альбом, посвящённый заморским странам (Нагасаки, Сибирь, Дели, Стамбул, Париж, Лондон, отель в Риччоне, Новый Орлеан, Нью-Йорк, Багамские Острова). В альбом вошло десять песен, записанных в жанрах электропоп с вкраплениями тяжёлых гитарных риффов и хип-хопа. Песня «Парень из Африки» была записана для первого альбома, но в итоге вышла только на втором альбоме в августе 1991 года. По словам Лемоха, идея написать эту песню родилась после просмотра очередной серии популярного бразильского телесериала «Рабыня Изаура», именно поэтому в аранжировке и была использована мелодия из музыкальной заставки к сериалу.
C апреля 1990 года дуэт начал активно гастролировать. С 30 мая по 3 июня 1990 года дуэт принял участие в первом международном телефестивале «Шлягер-90» в БКЗ «Октябрьский» в Ленинграде, где занял первое место с песней «Багама-мама». Благодаря этому фестивалю началось сотрудничество с Ленинградским телевидением. В июне в студии телецентра «Останкино» состоялись съёмки новой телепередачи «Эстрадный вернисаж», в рамках которой дуэт исполнил две песни: «Париж, Париж» и «Моя девчонка из Америки». Дуэт дебютировал на Центральном телевидении с песней «Париж, Париж» в эфире Первой программы ЦТ 31 июля 1990 года, а «Моя девчонка из Америки» была показана в музыкальной передаче «Утренняя почта». 24 июня дуэт с успехом выступил на празднике газеты «Московский комсомолец» в «Лужниках». 7 июля дуэт выступил с песней «Лондон, гуд-бай!» на стадионе «Горняк» на фестивале популярной музыки «Форманта» в городе Качканар Свердловской области. Летом на Ялтинской киностудии был снят видеоклип на песню «Отель Сан-Мартино» (режиссёр: Игорь Песоцкий, оператор: Игорь Рукавишников). В августе альбом «Вокруг света» был повторно издан в виде магнитоальбома и сопровождался промо-вставками от студии «Гала». В сентябре «Кар-Мэн» приступил к записи в студии «Гала» нового альбома «Кар-Мания», выход которого был намечен на март 1991 года. По звучания среди прочих группа ориентировалась на стиль бельгийской хип-хаус-группы Technotronic. В альбом вошло девять песен, записанных в жанрах электропоп («В Багдаде всё спокойно», «Бомбей буги», «Девушка с Карибских островов/Caribbean Girl», «Сан-Франциско», «Парень из Африки»), хип-хаус («Bad russians», «Филиппинская колдунья»), нью-джек-свинг («День рождения в Монте-Карло») и хип-хоп («Робин Гуд»). С 25 сентября по 1 октября 1990 года дуэт посетил с концертом «10-й Всесоюзный слёт пионерских организаций СССР» в «Артеке».
В январе 1991 года Укупник позвонил клипмейкеру Михаилу Хлебородову для съёмок знакового для дуэта видеоклипа на песню «Лондон, гуд-бай!». Премьера видео состоялась в музыкальной телепередаче «МузОбоз» в феврале 1991 года. Текст песни Лемох написал ещё в конце 1980-х, когда учился по программе спецшколы английского языка и хорошо знал историю Англии. Главной чертой имиджа дуэта стали кожаные куртки-«косухи» и джинсы-«пирамиды» в стиле группы Depeche Mode. Продюсер MTV случайно увидел видеоклип «Лондон, гуд-бай!» на Центральном телевидении СССР и сделал репортаж о дуэте. С 3 по 9 января 1991 года дуэт отпраздновал год работы юбилейными концертами на малой спортивной арене Олимпийского комплекса «Лужники», на которых выступили «Технология», Игорь Силиверстов, «Звёзды», «Фея», «Авеню», «Лолита», «Рондо», Витя Попов с «Твоим днём», Рома Жуков и Дмитрий Маликов. С 5 по 10 февраля экзотик-поп-дуэт выступил во Дворце спорта в «Лужниках» на концертах «Лауреаты хит-парада „ЗД“». В марте 1991 года фирма Sintez Records выпустила альбом «Вокруг света» на грампластинках. В марте 1991 года студия «Гала» выпустила рекламную кассету, на которой было представлено по четыре песни от диск-жокея Игоря Силиверстова и группы «Технология», а также две песни от группы «Кар-Мэн»: «Парень из Африки» и «Сингапур». «Сингапур» также появился на майском сборнике «Союз-2» от студии «Союз». В апреле дуэт распался во время гастролей по городам Украины. Помимо этого во время работы над вторым альбомом у его участников появились творческие разногласия по поводу написания аранжировок. По словам Укупника, причиной распада послужила «дикая популярность» и разные творческие взгляды, поскольку Титомир тяготел к хип-хопу и делал менее коммерческую музыку, а Лемох был приверженцем танцевального стиля евро-поп, в котором он работает до сих пор. Титомир в последний раз выступил от имени дуэта с песней «Париж, Париж» на космодроме Байконур на концерте ко дню космонавтики 12 апреля. После ухода напарника Лемох перезаписал вокальные партии уже записанных совместно песен для второго альбома «Кармания» и переименовал «дуэт» в «экзотик-поп-группу», оставив за собой право названия «Кар-Мэн».

#### Сольная карьера
В мае 1991 года в студии «Гала» в ДК «Автомобилист» Титомир познакомился с поэтами Кириллом Крастошевским и Германом Витке. Крастошевский написал для него текст песен «Ерунда», «Багдадский вор», «Девочка в красном» и «Чукча»; а Витке написал для него текст песен «Делай как я», «Кайф», «Секс-машина» и «Сила» (в паре с Крастошевским). Витке подсказал Титомиру, в какую музыкальную сторону ориентироваться, показав ему два клипа Эм Си Хаммера, после просмотра которых Титомир загорелся идеей сделать нечто похожее. Музыку для альбома Титомир создал совместно с аранжировщиком Александром Ивановым и звукорежиссёром Юрием Богдановым при помощи сессионных музыкантов. Для альбома было создано десять песен, записанных в жанрах хип-хоп («Делай как я», «Секс-машина», «Сила»), хип-хаус («Ерунда», «Багдадский вор», «Запорожец (Высокая энергия)», «Чукча») и ритм-энд-блюз («Ночь разлуки», «Девочка в красном», «Кайф»). Материал был записан в студии «Гала» в период с мая по август 1991 года. В записи бэк-вокалов приняла участие Люда Ракета, а в записи хора — участники ритм-балета «Высокая энергия».
В августе 1991 года с двумя песнями Титомир обратился к продюсеру Сергею Лисовскому с целью получить бюджет на свой проект «High Energy». Контракт на два года был подписан на следующий день. Вся рекламная кампания Титомира с концертами, гастрольными турами и альбомами на 91—93-й годы оценивалась в районе миллиона долларов. В августе Титомир экранизировал две композиции: «Ерунда» и «Делай как я». «Ерунду» снял режиссёр Дмитрий Паппе, а «Делай как я» — Михаил Хлебородов. По мнению Сергея Лемоха, бывшего коллеги по дуэту «Кар-Мэн», идея самой песни и видеоклипа, снятого на заводе, была позаимствована у группы C+C Music Factory («Here We Go Let’s Rock & Roll»). Сами же композиции «Делай как я» и «Ерунда» впервые были выпущены на сборнике студии «Гала» «Мегамикс '91» в сентябре 1991 года, позже «Делай как я» появилась на сборнике студии «Союз» «Союз-4. Танцуй в темноте '91» в конце 1991 года. С песни «Делай как я» началась популярность исполнителя, и она же стала его «визитной карточкой». Ведущий «МузОбоза», Иван Демидов, назвал рэп-композицию Титомира «Делай как я» «гимном поколения». Видео на песню «Ерунда» появилось на телеэкранах в октябре, а премьера видео на песню «Делай как я» состоялась в программе «МузОбоз» в ноябре, после чего ролик находился несколько недель в ротации телеканала «2x2».
29 июня 1991 года Титомир выступил на Большой спортивной арене олимпийского комплекса «Лужники» на гала-концерте «Звуковой дорожки» в рамках праздника газеты «Московский комсомолец», 18 августа — в московском парке Горького на празднике «Возвращение» в рамках Конгресса соотечественников, 5 октября — во Дворце спорта «Юбилейный» в Санкт-Петербурге на Всесоюзном турнире по фулл-контакт каратэ и кикбоксингу среди профессионалов, 11 и 12 октября — в спорткомплексе «Олимпийский» на концертах «Осенние встречи на „Звуковой дорожке“», 17 октября — на концерте «День примирения и согласия», 18 октября — в Новосибирске, с 25 по 27 октября — в Мурманске, а 3 ноября — на малой спортивной арене Олимпийского комплекса «Лужники» на международном турнире по фулл-контакт каратэ и кикбоксингу среди профессионалов. С 28 ноября по 1 декабря участвовал в концертах «ВИД: Год на экране».
15 и 16 февраля 1992 года Титомир выступил в спорткомплексе «Олимпийский» на концертах музыкальной телевизионной программы «Песни года». 14 и 15 марта 1992 года Титомир выступил с песнями «Делай как я», «Секс-машина», «Чукча», «Запорожец» и «Кайф» во Дворце спорта «Динамо» в рамках телепрограммы «Площадка «Обоза», где также участвовали Лика Эм Си, «Мальчишник» и «Валерия». Программа вышла в эфир 1-го канала Останкино в пятницу, 10 апреля. 27 марта Титомир дал сольный концерт в СКК им. Ленина в Санкт-Петербурге. 4 и 5 апреля выступил с песней «Ерунда» в спорткомплексе «Олимпийский» на концертах презентации новой программы «Хит-парад «Останкино», которая вышла в эфир 1-го канала Останкино в среду, 8 апреля.
В апреле 1992 года студия «Звук» выпустила дебютный магнитоальбом Титомира «Высокая энергия». В июле фирма грамзаписи «ЗеКо Рекордс» выпустила альбом на грампластинках и аудиокассетах. Осенью фирма грамзаписи Vostok Entertainment Records выпустила альбом на компакт-дисках. Осенью был снят видеоклип на песню «Чукча» (режиссёр: Олег Гусев, оператор: Максим Осадчий), который впервые был показан по телевидению в январе 1993 года. С 27 по 29 ноября Титомир дал первые сольные концерты в Москве в спорткомплексе «Олимпийский», в ходе которых состоялась презентация альбома «Высокая энергия», а также были исполнены новые песни с будущей пластинки. В здании спорткомплекса проходил кастинг для участия в подтанцовке, в котором участвовало около пяти тысяч претендентов, среди них был и будущий певец Ираклий Пирцхалава.
16 марта 1993 года Титомир отметил 26-летие в УСЗ «Дружба» в «Лужниках», куда пригласил всю столичную поп-богему, включая Аллу Пугачёву. Пока гости отдыхали на сцене выступали рэп-группы Bad Balance, KTL DLL и «Мальчишник». Сам Титомир исполнил четыре новые песни с будущей пластинки. 10 и 11 апреля Титомир выступил во Дворце спорта «Лужники» с песнями «Армия» и «Американский футбол» на концерте музыкального шоу-проекта «Игорь’С поп-шоу». 21 апреля вместе с Константином Райкиным принял участие в съёмках телепередачи «Тема» («Таланты и поклонники») автора и ведущего Владислава Листьева, эфир которой состоялся 4 мая. 16 мая Титомир стал героем последнего выпуска авторской программы Леонида Парфёнова «Портрет на фоне», выходившей на «1-м канале Останкино». В передаче, по мнению Парфёнова, был представлен портрет артиста, олицетворявшего стиль жизни последнего десятилетия. Во время эфира музыкант произнёс фразу «Пипл хавает», ставшую впоследствии крылатой.
Летом 1993 года фирма грамзаписи Vostok Entertainment Records выпустила второй по счёту альбом Титомира «Высокая энергия II» на компакт-дисках. Материал был записан в студии «Гала». В записи песни «Чувства» приняла участие певица Лайма Вайкуле, в «Нет проблем» — Ирина Понаровская, а в «Ерунда (Sport mix)» — рэп-группа Bad Balance. В записи бэк-вокала приняли участие певица Марина Хлебникова, Супер Алёна, Сэкси Света и Юля из «Теле-поп-шоу». Музыку для альбома Титомир создал совместно с аранжировщиком Александром Ивановым и звукорежиссёром Юрием Богдановым при помощи сессионных музыкантов: Сергей Овчинников (саксофон), Сергей Перегуда (электрогитара), Олег Зарипов (электрогитара). Тексты для альбома Титомир написал совместно с Олегом Томашевским, Гочей Аревадзе, Германом Витке, Евгением Кофманом и Кириллом Крастошевским. В этом альбоме Титомир представил два поп-дуэта с Вайкуле и Понаровской и сделал новые версии своих хитов в более актуальном, по его мнению, стиле техно. 30 ноября Титомир выступил с песней «Ёжики» в павильоне «Мосфильма» на Новогоднем «Огоньке» «1-го канала Останкино». 15 декабря Титомир выступил с песней «Ерунда (Sport mix)» в казино «Жар-птица» на «Рождественских встречах» Аллы Пугачёвой.
В 1994 году Титомир исчез на целый год из поля зрения публики. Как позже выяснилось, он набирался опыта у европейских стран в проведении рейв-вечеринок. Позже артист так прокомментировал свой отъезд: «Рэйв проклубил и вдохновил меня до глубины души и я приехал в Россию делать РЭЙВолюцию». Первая российская рейв-вечеринка была запланирована артистом на седьмое ноября, но, выступая накануне на конкурсе красоты «Королева Мира-94» в театре Российской армии, Титомир упал в оркестровую яму и порвал связки ноги. В ноябре вышел видеоклип на песню «Нет проблем (ремикс)». В конце года Титомир выступил с Эдуардом Хилем в первой студии «Останкино» с песнями «Девочка в красном» и «Зима» на «Новогоднем караоке» на «НТВ».
В мае 1995 года Титомир стал гостем телепередачи «Акулы пера» на «ТВ-6», выпуск с которым вышел 11 июня. Фирма грамзаписи «Прайд Рекордз» выпустила третий по счёту альбом Титомира «Самая большая любовь» на компакт-дисках и аудиокассетах, презентация которого прошла в театре Российской армии 27 августа. Материал был записан в студии «Гала». В записи бэк-вокала приняли участие певица Марина Хлебникова, Елена Прекрасная-Белоус и Мамелфа. Музыку для альбома Титомир сочинил совместно с лондонским диджеем Django, а тексты — с Олегом Томашевским. Летом фирмой Art Pictures Group был создан видеоролик на композицию «Песня про шар», а Александр Смирнов снял видеоклип на заглавную песню «Extra Love» на рейверском фестивале «Street Parade» в Цюрихе, в котором участвовал сам Титомир. В марте 1996 года Михаил Хлебородов завершил работу над новым клипом «Москва» с последнего альбома. 14 и 15 декабря 1995 года Титомир принял участие в качестве члена жюри на III-м Московском международном музыкальном фестивале «Поколение». В 1995 году Титомир принял участие в записи песни «Подружки» («Этот новый парень») певицы Лены Зосимовой, музыку и текст к которой написал Игорь Николаев. Рэпер также снялся в видеоклипе на эту композицию. Помимо этого артисты часто появлялись на публике вместе, демонстрируя свои романтические отношения.
7 марта 1996 года певец выступил на 5-летнем юбилее радиостанция «М-Радио» в московском Дворце молодёжи. Летом и осенью 1996 года Титомир выступал в Санкт-Петербурге с новой шоу-группой «Секстези», образованной из двух танцоров групп «Хай-Энерджи» и «Кар-Мэн». В 1996 году Титомир выпустил на видеокассете сборник видеоклипов «X-Love».
В 1996 году после президентских выборов Титомир уехал в Майами. По словам музыканта, он жил в Майами, а зарабатывал в Нью-Йорке. Работая на «Принс-студии» напротив «Мэдисон-сквер-гарден», Титомир занимался продюсированием двух проектов: бруклинские рэперы и певица Мария Вишневская из Санкт-Петербурга (ныне известная под псевдонимом Мария Атлас). Помимо этого Титомир записал в Нью-Йорке четвёртый по счёту альбом «Любимая пупса», который вышел ограниченным тиражом, не для продажи. В общей сложности в США прожил около трёх с половиной лет.
В феврале 1997 года Титомир выступил в качестве диджея в Москве и Киеве. В 1997 году Титомир сыграл в роли мафиози Дона Карабаса в фильме «Новейшие приключения Буратино».
В феврале 1998 года состоялась премьера мультсериала «Фантомагия», в озвучке которого принял участие Титомир. 6 сентября 1998 года Титомир представил свою новую программу «Я болен» в московском клубе «16 тонн».
В начале 1999 года Титомир вернулся в Россию. В марте вместе с рэп-группой Bad Balance и рэпером Лигалайзом принял участие в записи песни «Война», написанной в знак протеста против бомбардировки Югославии силами НАТО. Впервые песня вышла на сборнике «Hip-Hop Info #6» (1999), а позже появилась в альбоме хип-хоп-объединения Bad B. Альянс «Новый мир» (2002). Видеоклип на песню был снят югославским режиссёром Мичиславом в московском клубе «Титаник» 18 апреля 1999 года. Помимо этого Титомир записал композицию «Бэйба» для альбома Шеff’а «Имя Шеff» (2000). Титомир занялся диджеингом в клубах, играя хип-хоп, эйсид-джаз и фанк. Выступал под псевдонимом «DJ Бо».
В сентябре 2001 года Титомир принял участие в записи песни «Bad B. Альянса» «Террор», посвящённой трагическим событиями в США.
В 2002 году Титомир был задержан полицией в аэропорту Риги, куда он прибыл на переговоры об участии в новогоднем концерте. По словам официального представителя полиции, Богдан Титомир разыскивался шведским отделением Интерпола по подозрению в нелегальной перевозке наркотических средств, а в Риге его арестовали по просьбе шведов. Через два дня перед артистом извинились и отпустили.
25 мая 2003 года Титомир выступил на фестивале «300 лет Санкт-Петербургу». В сентябре музыкант выпустил пятый по счёту альбом «БТР Project». В этом проекте помимо Титомира, читающего рэп, поучаствовали барабанщик и гитарист, а сам материал выдержан в жанре рэп-метал.
В 2004 году Титомир стал одним из основателей клуба «Газгольдер». 18 мая 2004 года Титомир выступил на концерте RZA в московском ресторане «Тинькофф».
В 2005 году Титомир оказался причастен к переезду рэпера Басты в Москву: услышав песни мало кому известного на тот момент исполнителя, Титомир приехал в Ростов с целью приобрести их. Получив отказ, продюсер Титомира, бизнесмен Евгений Антимоний, пригласил ростовчанина в Москву для сотрудничества. В том же году записал совместно с группой «Шпильки» песню «Маленькая штучка».
В 2006 году фирма грамзаписи Gazgolder Records выпустила шестой по счёту альбом Титомира «Свобода» на компакт-дисках. На песни «Жизнь так коротка» (авторства Басты) и «100 % хит» были выпущены видеоклипы. Помимо этого Титомир принял участие в записи песни «Почувствуй силу» для дебютного альбома Лигалайза XL (2006).
В 2007 году вышел видеоролик «Делай как я! — 2007», режиссёром которого выступил Владимир Лерт.
В марте 2008 года стал соведущим передачи «Звезда стриптиза» на телеканале «MTV Россия». В мае Титомир и рэпер Туман выпустили видео на совместную песню «Биксы любят баксы», в котором приняла участие будущая мисс Россия 2009 София Рудьева. Режиссёром видео стал Константин Черепков. 18 июня в Киеве был снят видеоклип на песню «Суперзвезда». В августе Титомир снял видеоклип на песню «Кайф». В том же году на Фестивале «Казантип» Титомир снял видео на песню «Сам по себе» и на дуэт с Тимати «Грязные шлюхи» («Будут наказаны»).
В 2009 году Титомир отметил двадцатилетие творческой деятельности, а в рамках юбилея устроил несколько мероприятий и запланировал на июнь выпуск сразу четырёх пластинок: 13 новых композиций, танцевальные ремиксы, кавер-версии от группы «Фантомас» и DVD из видеоклипов, включая ролик «Про кризис». 27 февраля Титомир выступил в компании эйсид-джаз-коллектива Fun2mass с концертной программой «Меня кризис не касается» в московском клубе «Б-1 Максимум».
19 ноября 2010 года Титомир выступил с песней «Делай как я» на фестивале «СупердискотЭка 90-х с MTV» в СКК «Петербургский». В декабре фирма грамзаписи «Арт Академия» выпустила на компакт-дисках седьмой по счёту альбом Титомира «Нежный и грубый», который состоит из двух дисков, на каждом из которых представлено по 13 композиций. В записи приняли участие многие музыканты: Профит, Смоки Мо, Bess, Big D, Fun2Mass (Аваков-Пушкарёв-Серебряков), Дети Фиделя, Джиган, Туман. Презентация пластинки состоялась на закрытой вечеринке в клубе «Арт-академия» 4 декабря.
В 2011 году Титомир запустил новый клубный проект «ГГ». 30 марта в кинотеатре «Октябрь» состоялась премьера фильма «ПираМММида», одну из эпизодических ролей в котором сыграл Титомир. 1 июня Титомир подрался со Стасом Барецким в эфире передачи «Последнее слово» на «НТВ». Осенью музыкант снялся в спецпроекте «Гражданин рэпер» для октябрьского номера журнала «Собака.ru». 14 октября совместно с телеканалом «Перец» Титомир выпустил на лейбле «Квадро-Диск» восьмой по счёту альбом «Очень важный перец» на компакт-дисках. В конце года принял участие в Новогоднем концерте «Песня года» на телеканале «Россия-1».
В 2012 году Титомир продолжил сотрудничать с телеканалом «Перец», выпустив проект «Горячая автомойка» и реалити-шоу «Перчинки». Снялся в эпизоде второго сезона сериала «Зайцев+1».
В 2013 году Титомир принял участие в телепроекте «Остров» на «НТВ».
В 2014 году Титомир выступил на международном фестивале «Супердискотека 90-х» от радиостанции «Радио Ретро» в СК «Олимпийский».
В 2017 году Титомир стал гостем программы «Вечерний Ургант», где рассказал о том, как отпраздновал свой 50-летний юбилей.
В 2018 году Титомир принял участие в съёмках интервью для проекта Ирины Шихман «Russian Old School» в рамках YouTube-шоу «А поговорить?».
В 2019 году Титомир выступил с песнями «Девочка в красном» и «Делай как я» на шоу «90-е Мегахит».
В 2020 году Титомир принял участие в юмористическом интернет-шоу «Что было дальше?», а также стал победителем первого сезона музыкального телевизионного проекта «Суперстар! Возвращение» на телеканале «НТВ» вместе с Ириной Шведовой.
В 2021 году во второй раз стал гостем интернет-шоу «Что было дальше?», а также в музыкальном телешоу «30 лет спустя» на «Первом канале». 31 декабря выпустил девятый по счёту альбом «RMX».
В 2022 году Титомир выпустил десятый по счёту альбом «55», название и дата выхода которого были приурочены к его 55-летию. 12 апреля вышла космическая версия альбома под названием «55 Cosmic», в которую помимо старых треков вошло девять новых. 9 мая вышел двенадцатый по счёту альбом «Дэн’с’Бо», состоящий из 12 треков. Осенью Титомир принял участие в музыкальном шоу «Аватар» на телеканале «НТВ», где управлял аватаром Джинна, и в итоге покинул проект в восьмом выпуске.

## Личная жизнь
В 2000 году стал вегетарианцем. В 1996 году познакомился с девушкой по имени Римма (модель агентства Red Stars), с которой пять лет прожил в гражданском браке, расставшись в 2002 году из-за её отказа рожать детей. Именно ей Титомир посвятил свой альбом «Любимая пупса» (1998).
В июле 2023 года в Ростове-на-Дону умерла мать Титомира — Людмила Павловна, которая несколько лет боролась с онкологическим заболеванием.

## Награды
В 2001 году Титомир получил награду «За вклад в клубное движение» на третьей ежегодной церемонии вручения премии в области клубного движения Night Life Awards в ДК «Каучук».
В 2005 году Титомир получил статуэтку «За вклад в развитие танцевальной музыки» на третьей церемонии вручения национальной премии в области танцевальной музыки «Движение-2005» в сочинском КЗ «Фестивальный».
В 2008 году Титомир в двенадцатый раз удостоился премии «Серебряная калоша» за самые сомнительные достижения в шоу-бизнесе.

## Критика
В мае 1991 года газета «Собеседник» назвала экзотик-поп-дуэт «Кар-Мэн» «первым в истории отечественной попсы мужским дуэтом».
В августе 1992 года редактор смоленской рок-газеты «ТуесО’К», А. Иванов, делая обзор альбома «Высокая энергия», выпущенный на аудиокассете, отметил, что Титомир «явно не стоит своей рекламы».
В 2011 году журнал «Коммерсантъ Weekend» похвалил Титомира за двойной альбом «Нежный и грубый», в текстах которого «остаётся та доля доброго наивняка, которая уже почти улетучилась из треков его последователей».
В 2011 году рецензент интернет-издания InterMedia, Алексей Мажаев, делая обзор на альбом Титомира «Грубый/Нежный», отметил, что «Грубая» половина альбома вышла более любопытной, чьи треки запоминаются гораздо легче, чем весь «Нежный» альбом.

### Ретроспектива
В 1997 году журнал «ОМ» назвал Богдана Титомира «первым поп-исполнителем, пересадившим на русскую почву и выведшим на самый массовый уровень негритянскую эстетику хип-хопа», а песню «Делай как я» журнал назвал высшим достижением в карьере артиста. Журнал также отметил Титомира как человека, внёсшего свой вклад в формирование в России рейв-культуры (термин «Рэйволюция»).
В 1998 году газета «Аргументы и факты» напомнила своим читателям о карьере Титомира в 1992 году: собирал стадионы, эпатировал публику своими выходками и нарядами, появлялся на экране телевизора, а его имя не сходило со страниц прессы.
В 2001 году газета «Московский комсомолец» назвала песню «Лондон, гуд-бай!» дуэта «Кар-Мэн» «народным хитом».
В 2007 году редактор журнала «Ваш досуг», Константин Черунов, оценивая появление Титомира в постсоветский период, назвал его «венцом постсоветского r’n’b-творения».
В 2009 году редактор сайта «Звуки.ру», Анна Никитина, описала пик популярности артиста в начале 90-х: «все девушки штабелями падали ниц перед этой „секс-машиной“, а мальчики стремились всё „делать как он“».
В 2009 году музыкальный критик Артемий Троицкий, описывая жанр хип-хоп в своей книге «Poplex», упомянул, что в России хип-хоп стал популярен в начале 90-х усилиями группы «Мальчишник» и Богдана Титомира.
В 2010 году журнал «Только звёзды» упомянул Титомира как «родоначальника российского хип-хопа», а также как человека, который ввёл моду на широкие штаны и причёску «площадка».
В 2013 году обозреватель журнала «Афиша», Николай Редькин, отметил, что музыку Титомира «часто затмевал скандальный имидж».
В 2014 году журнал «Афиша» включил альбом «Вокруг света» дуэта «Кар-Мэн» в редакционный список «30 лучших русских поп-альбомов».
В 2015 году интернет-издание InterMedia упомянуло Титомира как «основателя рейв-культуры в России».
В 2016 году обозреватель сайта «Звуки.ру», Ник Завриев, назвал Титомира «человеком, без которого история хип-хопа в России вышла бы, как минимум, не такой красочной».
В 2017 году рецензент интернет-издания InterMedia, Алексей Мажаев, рецензируя новый проект Сергея Лемоха, вспомнил о начале карьеры музыканта в дуэте «Кар-Мэн», когда их с Титомиром песни «звучали из каждого утюга», а «тинейджеры пытались копировать танцевальные движения из клипов».
В 2018 году редактор газеты «Коммерсантъ С-Петербург», Константин Петров, отнёс группы «Мальчишник» и «Кар-Мэн», а также Лику МС и «Мистера Малого» к числу тех рэп-исполнителей, которые не позиционировали себя в качестве «голоса улиц», но «сделали немало для того, чтобы хип-хоп смог пробиться на радио и телевидение».
В 2020 году редактор сетевого издания газеты «Комсомольская правда», Назар Белых, назвал трек «Секс-машина» смелым треком.
В 2021 году редактор сетевого издания газеты «Комсомольская правда» назвал песню «Делай как я» визитной карточкой артиста.
В 2021 году интернет-издание InterMedia упомянуло Титомира как «родоначальника отечественного рэпа».
В 2022 году рецензент интернет-издания InterMedia, Алексей Мажаев, делая обзор на книгу «Не надо стесняться. История постсоветской поп-музыки в 169 песнях», вспомнил тот факт, что из песни «Делай как я» «все запомнили рефрен и совершенно проигнорировали социальное звучание куплетов».

### Рейтинги
По итогам 1990 года дуэт «Кар-Мэн» занял первое место в списке «Лучших групп года» в рубрике «Звуковая дорожка» согласно опросу читателей газеты «Московский комсомолец». В том же рейтинге группа «Кино» была выбрана самой редакцией лучшей вне конкурса, поэтому дуэту «Кар-Мэн» ошибочно приписывают второе место. Помимо этого дуэт занял первое место в номинации «Открытие года». Альбом «Вокруг света» был выбран читателями «Лучшим магнитоальбомом года». Их песня «Лондон, гуд-бай!» заняла 7 место в списке «Лучших песен года», а песня «Чио-Чио-Сан» — 10 место.
По итогам 1991 года Титомир занял второе место в списке «Лучших певцов года» в рубрике «Звуковая дорожка» согласно опросу читателей газеты «Московский комсомолец». Его песня «Ерунда» была выбрана «Лучшей песней года», а рэп-композиция «Делай как я» заняла 11 место в списке «Лучших песен года». Раскол в дуэте «Кар-Мэн» занял 5 место в списке «Событий года».
В январе 1992 года песня «Делай как я» стала «Лучшей песней января» в хит-параде ТАСС «Музыкальный Олимп» согласно опросу читателей газеты «Комсомольская правда». По итогам 1992 года Титомир занял третье место в списке «Лучших певцов года» в рубрике «Звуковая дорожка» согласно опросу читателей газеты «Московский комсомолец». Его альбом «Высокая энергия» занял второе место в списке «Лучших грампластинок года», а песни «Делай как я», «Девочка в красном» и «Запорожец» вошли в десятку лучших песен года.
14 января 1992 года группа «Кар-Мэн» стала лауреатом в номинации «Поп-группа» на первой церемонии вручения Национальной Российской Музыкальной премии «Овация» за 1991 год.
В марте 1993 года альбом «Высокая энергия» достиг четвёртой строчки ежемесячного хит-парада грампластинок в хит-параде ТАСС «Музыкальный Олимп» на основе данных о продажах. В апреле 1993 года дуэт Титомира и Вайкуле «Чувства» занял 8 место в списке «20 лучших песен апреля 1993 года» в рубрике «Звуковая дорожка» согласно опросу читателей газеты «Московский комсомолец». В сентябре 1993 года композиция «Чувства» заняла первую строчку в хит-параде «Чёртова дюжина капитана Фанни» по результатам ротации в передаче «Танцевальная академия», которую вёл Владимир «DJ Фонарь» Фонарёв на радио «Максимум». В октябре 1993 года песня «Чувства» заняла 4 место в списке «10 лучших песен октября», а по итогам года — 5 место в хит-параде ТАСС «Музыкальный Олимп» согласно опросу читателей газеты «Комсомольская правда».
В январе 1994 года Богдан Титомир занял второе место в номинации «Рэпер (-ша) года» по итогам голосования читателей газеты «Я-Молодой». В том же рейтинге группа «Кар-Мэн» заняла третье место в номинации «Рэпер (-ша) года», третье место в номинации «Лучший видеоклип года» (за видео «Чао, бамбино») и второе место в номинации «Поп-группа или артист (-ка) года».
В 2004 году песня Богдана Титомира «Девочка в красном» попала в список «главных хитов и альбомов 1992 года» книги «Новейшая история отечественного кино. 1986—2000».
В 2007 году главный редактор портала Rap.ru, Андрей Никитин, поместил дебютный альбом Титомира «Высокая энергия» в список главных альбомов русского рэпа с комментарием: «Автор легендарного выражения „пипл хавает“ был для России кем-то вроде MC Hammer тех лет».
В 2011 году журнал «Афиша» поместил песню Титомира «Делай как я» в список «99 русских хитов» за последние 20 лет, назвав её «первым полноценным гимном нового поколения».
В 2011 году журнал «Афиша» поместил песню дуэта «Кар-Мэн» «Лондон, гуд-бай!» в список «99 русских хитов» за последние 20 лет, добавив, что новым в «Кар-Мэн» для советской молодёжи был не только звук, но и имидж дуэта (причёски, куртки) и их хореография (танцевальные движения).
В 2011 году журнал «Афиша» поместил песню Титомира «Москва — говно» в список «10 песен о Москве, которые можно крутить на вокзалах».
В 2011 году редакция журнала TimeOut поместила песню дуэта «Кар-Мэн» «Лондон, гуд-бай!» в список «100 песен, изменивших нашу жизнь».
В 2014 году журнал «Афиша» поместил дуэт «Кар-Мэн» в список «20 самых желанных реюнионов», чей альбом «Вокруг света» (1990), по мнению редакции, «окончательно подтвердил падение Железного занавеса». Дуэт звучал на тот момент модно и интернационально: «электропоп с вкраплениями тяжёлых гитарных риффов и хип-хопа».
В 2015 году шеф-редактор раздела «Современная музыка» сайта Colta.ru, Денис Бояринов, поместил песню Богдана Титомира «Девочка в красном» в плей-лист «песни про Это» для эротической дискотеки 1990-х.
В 2015 году редактор английского интернет-издания The Calvert Journal, Ольга Корсун, поместила песню «Москва клубная пора» (1995) в список «10 music videos that were huge in 90s Russia».
В 2020 году новостное интернет-издание Lenta.ru, описывая самые значимые события 1992 года, назвало Богдана Титомира «героем года».
В 2021 году музыкальный журналист Александр Горбачёв поместил песню «Делай как я» в свою книгу «Не надо стесняться. История постсоветской поп-музыки в 169 песнях. 1991—2021».

## Дискография

### Альбомы
- 1992 — Высокая энергия
- 1993 — Высокая энергия II
- 1995 — Самая большая любовь (X-Love)
- 1998 — Любимая пупса
- 2003 — БТР Project
- 2006 — Свобода
- 2010 — Нежный и грубый
- 2011 — Очень важный перец
- 2021 — RMX
- 2022 — 55
- 2022 — 55 Cosmic
- 2022 — Дэн’с’Бо
- 2022 — ФанкЛавер
- 2022 — 2 City

В составе «Кар-Мэн»
- 1990 — Вокруг света

Микстейпы от DJ Bo
- 2004 — Indikator (3xCD)
- 2005 — Hidroplan (3xCD)

### Синглы
- 2020 — Виноваты грибы
- 2020 — Восхитительно
- 2020 — Шпили вили
- 2020 — Футбол
- 2020 — Пёс Эрос
- 2020 — Большой теннис
- 2020 — Мы сделаем вас счастливыми
- 2020 — Делай Trap
- 2021 — Black Hole
- 2022 — Биткоин
- 2022 — Kalimba (feat. Mad Twinz)
- 2022 — Южный берег Крыма (feat. id project)
- 2022 — Империя наносит ответный удар
- 2022 — Мы сделаем вас
- 2022 — От заката до рассвета
- 2022 — Да такой я детка
- 2022 — Одинокая симпатичная
- 2022 — 100 Бо Ю ряд ОМ
- 2023 — Всем бы я помог
- 2023 — Есть у меня
- 2023 — Давай
- 2023 — Мелодия
- 2023 — Ежи
- 2023 — Люби себя
- 2023 — Ваххх
- 2023 — Сам себе император
- 2023 — Тигрица
- 2023 — Порнопроводы
- 2023 — Желаемый
- 2023 — Хаммер суперстар
- 2023 — Каксон
- 2023 — Всё будет
- 2023 — Чё как ?!
- 2023 — БарбиКен
- 2023 — забочок
- 2023 — Гаджеты
- 2023 — Sexy Boy
- 2023 — Баблган
- 2023 — Мужик на Луне

Чарты и ротации
По данным интернет-портала TopHit, 15 песен Богдана Титомира находятся в ротации нескольких российских радиостанций с 2003 года.
По данным интернет-проекта Moskva.FM, 22 песни Богдана Титомира находились в ротации нескольких российских радиостанций с 2009 по 2015 год, при этом песня «Делай как я» является самым популярным треком исполнителя на радио.

## Фильмография
- 1996 — «Старые песни о главном-1»
- 1997 — «Новейшие приключения Буратино» — криминальный авторитет Карабас
- 2011 — «ПираМММида» — Богдан Титомир (камео)
- 2012 — «Зайцев+1» — камео (35 серия)

Озвучивание
- 1998 — «Фантомагия» (мультсериал) (в роли Гуманоида)